# Willow Sage Hart
Willow Sage Hart (* 2. Juni 2011 in Los Angeles) ist eine US-amerikanische Sängerin. Sie ist die Tochter der Popmusikerin Pink und des Motocrossfahrers Carey Hart.

## Leben
Willow Sage Hart kam am 2. Juni 2011 im Cedars-Sinai Medical Center in Los Angeles per Kaiserschnitt auf die Welt. Sie ist nach den Lieblingspflanzen ihrer Mutter benannt (engl. Willow Sage = Weide, Salbei). Pinks Tochter ist Teil verschiedener Instagram-Storys ihrer Mutter. Über die Familie wurde auch in der Boulevard-Presse häufig berichtet. 2016 bekam Willow Sage Hart einen Bruder.
2018 nahmen Willow und ihre Mutter gemeinsam den Song A Million Dreams (Reprise) für den Soundtrack zu Greatest Showman auf. Im Alter von neun Jahren schließlich erschien am 12. Februar 2021 der Song Cover Me in Sunshine als gemeinsame Single der beiden. Dabei handelte es sich um einen Song, der während der COVID-19-Pandemie Mut machen soll. Am 24. Mai 2021 trat sie bei der Verleihung der Billboard Music Awards in Los Angeles gemeinsam mit ihrer Mutter mit dem Song auf.
Zudem spielt Hart in mehreren Musikvideos ihrer Mutter mit: True Love (2013), Just Like Fire (2016), Whatever You Want (2018), All I Know So Far (2021) und When I Get There (2023).

## Diskografie

### Singles
| Jahr | Titel Album                                     | Höchstplatzierung, Gesamtwochen, AuszeichnungChartplatzierungen (Jahr, Titel, Album, Platzierungen, Wochen, Auszeichnungen, Anmerkungen) | Höchstplatzierung, Gesamtwochen, AuszeichnungChartplatzierungen (Jahr, Titel, Album, Platzierungen, Wochen, Auszeichnungen, Anmerkungen) | Höchstplatzierung, Gesamtwochen, AuszeichnungChartplatzierungen (Jahr, Titel, Album, Platzierungen, Wochen, Auszeichnungen, Anmerkungen) | Höchstplatzierung, Gesamtwochen, AuszeichnungChartplatzierungen (Jahr, Titel, Album, Platzierungen, Wochen, Auszeichnungen, Anmerkungen) | Höchstplatzierung, Gesamtwochen, AuszeichnungChartplatzierungen (Jahr, Titel, Album, Platzierungen, Wochen, Auszeichnungen, Anmerkungen) | Anmerkungen                                                            |
| Jahr | Titel Album                                     | DE | AT | CH | UK | US | Anmerkungen                                                            |
| ---- | ----------------------------------------------- | --- | --- | --- | --- | --- | ---------------------------------------------------------------------- |
| 2021 | Cover Me in Sunshine All I Know So Far: Setlist | DE7 Platin · (38 Wo.)DE | AT3 Platin · (38 Wo.)AT | CH5 Platin · (46 Wo.)CH | UK52 Gold · (14 Wo.)UK | — | Erstveröffentlichung: 12. Februar 2021 Verkäufe: + 1.973.333; mit Pink |

Gastauftritte
- A Million Dreams (Reprise) auf The Greatest Showman: Original Motion Picture Soundtrack

## Auszeichnungen für Musikverkäufe
| Platin-Schallplatte - Belgien - 2022: für die Single Cover Me in Sunshine - Dänemark - 2022: für die Single Cover Me in Sunshine 2 × Platin-Schallplatte - Kanada - 2023: für die Single Cover Me in Sunshine - Neuseeland - 2024: für die Single Cover Me in Sunshine - Schweden - 2023: für die Single Cover Me in Sunshine | 4 × Platin-Schallplatte - Australien - 2023: für die Single Cover Me in Sunshine Diamantene Schallplatte - Frankreich - 2024: für die Single Cover Me in Sunshine |

Anmerkung: Auszeichnungen in Ländern aus den Charttabellen bzw. Chartboxen sind in ebendiesen zu finden.
| Land/RegionAuszeichnungen für Musikverkäufe (Land/Region, Auszeichnungen, Verkäufe, Quellen) | Gold  | Platin       | Diamant  | Verkäufe | Quellen                   |
| -------------------------------------------------------------------------------------------- | ----- | ------------ | -------- | -------- | ------------------------- |
| Australien (ARIA)                                                                            | —     | 4× Platin4   | —        | 280.000  | aria.com.au               |
| Belgien (BRMA)                                                                               | —     | Platin1      | —        | 40.000   | ultratop.be               |
| Dänemark (IFPI)                                                                              | —     | Platin1      | —        | 90.000   | ifpi.dk                   |
| Deutschland (BVMI)                                                                           | —     | Platin1      | —        | 400.000  | musikindustrie.de         |
| Frankreich (SNEP)                                                                            | —     | —            | Diamant1 | 333.333  | snepmusique.com           |
| Kanada (MC)                                                                                  | —     | 2× Platin2   | —        | 160.000  | musiccanada.com           |
| Neuseeland (RMNZ)                                                                            | —     | 2× Platin2   | —        | 60.000   | aotearoamusiccharts.co.nz |
| Österreich (IFPI)                                                                            | —     | Platin1      | —        | 30.000   | ifpi.at                   |
| Schweden (IFPI)                                                                              | —     | 2× Platin2   | —        | 160.000  | sverigetopplistan.se      |
| Schweiz (IFPI)                                                                               | —     | Platin1      | —        | 20.000   | hitparade.ch              |
| Vereinigtes Königreich (BPI)                                                                 | Gold1 | —            | —        | 400.000  | bpi.co.uk                 |
| Insgesamt                                                                                    | Gold1 | 15× Platin15 | Diamant1 |          |                           |